# Federico de Montbéliard
Federico de Montbéliard (Bar-le-Duc, circa 1045-Turín, 29 de junio de 1091), fue el último marqués de Turín, de 1080 a 1091.

## Vida
Fue hijo de Louis de Scarpone, Condé de Montbéliard y de Sofía, condesa de Bar. 
Esposo de Agnes (Inés), hija de Pedro I, era primo de la condesa Matilde de Canossa.Con su esposa, Inés de Saboya, Federico tuvo varios hijos, entre ellos:
- Pedro.
- Bruno.
- Siegfried.

Sucedió a Amedeo II, segundo hijo de Otón I de Saboya y Adelaida de Turín, quien a su vez sucedió dos años antes a su hijo mayor Pedro I. En realidad, a partir de 1057, año de la muerte de Otón, el poder estaba firmemente en manos de la Condesa Adelaida.